# 長門警固番役
長門警固番役（ながとけいごばんやく）とは、鎌倉幕府が元軍の襲来に備えて長門国（特に関門海峡とその周辺の沿岸部）の警固をさせるための命じた番役のこと。九州に置かれた異国警固番役と同様の役割を果たした。
文永の役を受けて鎌倉幕府は長門国の御家人に警固番役を命じていたが、建治元年5月12日（1275年6月7日）に長門の御家人のみでは不足として同じ山陽道に属する近隣の周防国・安芸国の御家人にも長門警固の命が下され、更に8日後には備後国に対しても同様の命令が下された。彼らは長門探題などの統轄下に置かれ、結番を編成して交替で海岸などの要地の警固にあたった。更に建治2年8月24日（1276年10月3日）には山陽道に属する残り4ヶ国（播磨国・備前国・備中国・美作国）及び南海道に属する全6か国に対しても長門警固の命令が出され、更に既に動員されていた長門国などを含めた対象国に所在する公家領や寺社領などいわゆる「本所領」に属している非御家人の武士たちに対しても動員が命じられたのである。この命令については、既に御家人が動員されていた安芸国の守護・武田信時に対する御教書が残されており、更に出雲大社ゆかりの『出雲大社千家文書』にも出雲大社に属する人々が長門における石築地構築に動員されたことが記されている。
こうした措置は弘安の役以後も継続され、一部は鎌倉幕府滅亡後も継続された。